# Hot Ones Italia
Hot Ones Italia è un programma televisivo italiano di genere talk show, trasmesso su RaiPlay dal 2024. È la versione italiana del format statunitense Hot Ones, trasmesso su YouTube. Prodotto da Palomar, a Mediawan Company, e in collaborazione con Rai Contenuti Digitali e Transmediali, arriva in Italia in esclusiva su RaiPlay dal 23 dicembre 2024, con la conduzione di Alessandro Cattelan.Dal 16 giugno 2025 alcune puntate vengono trasmesse anche in seconda serata su Rai 2. Per la prima stagione sono previste 20 puntate.

## Il programma
Il programma consiste in un'intervista da parte del conduttore ad un ospite famoso, con domande riguardanti la carriera e la vita privata. Entrambi si trovano davanti ad un tagliere con dieci alette di pollo (o un'alternativa vegetariana/vegana) condite con salse progressivamente sempre più piccanti, scatenando reazioni imprevedibili e divertenti e permettendo di scoprire i lati più spontanei dei personaggi noti. 
La prima salsa presentata è relativamente delicata, con una valutazione di 2.200 unità della Scala di Scoville, mentre la salsa finale ha una valutazione Scoville di 2.000.000+. 
Dopo ogni aletta, Cattelan pone all'ospite una domanda per l'intervista, e man mano che il grado di piccantezza aumenta le domande diventano più approfondite e personali. Quando l'ospite fa fatica l'intervista si incentra più sulla reazione dell'ospite alla salsa piccante. Agli ospiti vengono forniti tutti i condimenti lenitivi che possano contrastare l'effetto delle alette, come acqua, latte, panna montata, gelato, yogurt.

## Edizioni
| Edizioni | Titolo          | Conduzione          | Rete    | Periodo          | Periodo        | Puntate | Regia            |
| Edizioni | Titolo          | Conduzione          | Rete    | Inizio           | Fine           | Puntate | Regia            |
| -------- | --------------- | ------------------- | ------- | ---------------- | -------------- | ------- | ---------------- |
| 1ª       | Hot Ones Italia | Alessandro Cattelan | RaiPlay | 23 dicembre 2024 | 30 maggio 2025 | 20      | Giuseppe Bianchi |

## Puntate
| Edizione | Puntata | Data di rilascio | Ospiti                               |
| -------- | ------- | ---------------- | ------------------------------------ |
| 1        | 1       | 23 dicembre 2024 | Giulia De Lellis                     |
| 1        | 2       | 23 dicembre 2024 | Giorgio Locatelli                    |
| 1        | 3       | 10 gennaio 2025  | Benedetta Parodi e Fabio Caressa     |
| 1        | 4       | 18 gennaio 2025  | Michela Giraud                       |
| 1        | 5       | 24 gennaio 2025  | Federica Nargi e Alessandro Matri    |
| 1        | 6       | 31 gennaio 2025  | Edoardo Ferrario                     |
| 1        | 7       | 7 febbraio 2025  | Linus                                |
| 1        | 8       | 28 febbraio 2025 | Pinguini Tattici Nucleari            |
| 1        | 9       | 7 marzo 2025     | Marco Belinelli                      |
| 1        | 10      | 14 marzo 2025    | Riccardo Scamarcio                   |
| 1        | 11      | 21 marzo 2025    | Rose Villain                         |
| 1        | 12      | 28 marzo 2025    | Daniele Adani                        |
| 1        | 13      | 4 aprile 2025    | Selvaggia Lucarelli                  |
| 1        | 14      | 11 aprile 2025   | Francesca Michielin                  |
| 1        | 15      | 18 aprile 2025   | Benedetta Rossi                      |
| 1        | 16      | 2 maggio 2025    | Frank Matano                         |
| 1        | 17      | 9 maggio 2025    | Tommaso Cassissa                     |
| 1        | 18      | 16 maggio 2025   | Fabrizio Biggio e Francesco Mandelli |
| 1        | 19      | 23 maggio 2025   | Tananai                              |
| 1        | 20      | 30 maggio 2025   | La Giss, Nikita e Spadino            |